# Baktalórántháza
Baktalórántháza (în română Nir Bacta) este un oraș în districtul Baktalórántháza, județul Szabolcs-Szatmár-Bereg, Ungaria, având o populație de 3.744 de locuitori (2011). 

## Demografie
Componența etnică a orașului Baktalórántháza
     Maghiari (78,51%)
     Romi (20,45%)
     Necunoscut (0,17%)
     Alții (0,87%)
Componența confesională a orașului Baktalórántháza
     Reformați (35,04%)
     Romano-catolici (27,51%)
     Greco-catolici (14,24%)
     Fără religie (6,2%)
     Necunoscută (16,72%)
     Alte religii (1,39%)
Conform recensământului din 2011, orașul Baktalórántháza avea 3.744 de locuitori. Din punct de vedere etnic, majoritatea locuitorilor (78,51%) erau maghiari, cu o minoritate de romi (20,45%). Apartenența etnică nu este cunoscută în cazul a 0,17% din locuitori. Nu există o religie majoritară, locuitorii fiind reformați (35,04%), romano-catolici (27,51%), greco-catolici (14,24%) și persoane fără religie (6,2%). Pentru 16,72% din locuitori nu este cunoscută apartenența confesională.